# Дане при Дивачи
Дане при Дивачи (словен. Dane pri Divači, итал. Danne) је насељено место у општини Дивача, Обално-Крашка регија, Словенија.

## Историја
До територијалне реорганизације у Словенији биле су у саставу старе општине Сежана.

## Становниш
На попису становништва из 2011. године, Дане при Дивачи су имале 62 становника.
| Број становника према пописима | Број становника према пописима | Број становника према пописима |
| ------------------------------ | ------------------------------ | ------------------------------ |
| 1991                           | 2002                           | 2011                           |
| 67                             | 66                             | 62                             |

Напомена: До 1952. исказивано под именом Дане.